# HyeJu
Son Hye-ju (hangul: 손혜주) ; nascida em 13 de novembro de 2001), mais conhecida por seu nome artístico HyeJu (hangul: 혜주), anteriormente Olivia Hye (hangul: 올리비아 혜), é uma cantora, rapper e dançarina sul-coreana. Atualmente é uma membro do Loossemble, grupo formado por membros do inativo grupo LOOΠΔ. Ela é popularmente conhecida por ter sido a décima segunda integrante do grupo feminino LOOΠΔ e da subunidade LOOΠΔ / yyxy.

## Início de Vida
HyeJu nasceu em 13 de Novembro de 2001, no distrito de Gwanak-gu, em Seul, Coreia do Sul.

## Carreira
Em 17 de Março de 2018 foi revelada como a décima segunda integrante do LOOΠΔ, dando fim ao projeto de pré-lançamento do grupo. No dia 30 do mesmo mês, seu single Olivia Hye foi lançado.
A sub-unidade LOOΠΔ/yyxy, composta de Yves, Chuu, Go Won e Olivia Hye, foi revelada em 27 de Abril. O EP beauty&thebeat foi lançado dia 30 de Maio.
LOOΠΔ estreou como grupo completo em 20 de Agosto de 2018, com o EP + +.
Em 16 de junho de 2023, deixou a antiga empresa, BlockBerry Creative, juntamente com algumas integrantes do grupo. 
Em julho de 2023, HyeJu assinou um contrato exclusivo com a gravadora CTDENM. Hyunjin, Yeojin, Vivi e Gowon, também assinaram com a gravadora.
 

Em agosto de 2023, foi anunciada como uma das cinco membros do grupo Loossemble, composto por membros do LOOΠΔ.